# Steuerberg
Steuerberg è un comune austriaco di 1 731 abitanti nel distretto di Feldkirchen, in Carinzia. È stato istituito nel 1866 per scorporo dalla città di Feldkirchen; nel 1923 ha inglobato parte del territorio del comune di Waiern e nel 1973 parte di quelli di Himmelberg e Weitensfeld im Gurktal.